# 공상정
공상정(孔尙貞, 1996년 6월 22일~)은 화교 3세 출신 대한민국의 쇼트트랙 선수다. 복수국적자이다.

## 생애
강원도 춘천시에서 중국계 화교 외과 의사인 공번기와 진신리 부부의 1남 2녀 중 둘째로 태어난 공상정은 화교 3세로 본래 중화민국 단일 국적이었으나 1949년 중화인민공화국 수립 때 할아버지가 대한민국으로 망명한 이래 집안이 대한민국에 정착하여 살아온데다 자신도 대한민국에서 태어나 계속 살아왔기 때문에 자연스럽게 중국인이 아닌 한국인의 정체성을 가지고 성장하였고, 학교도 화교 학교가 아닌 일반 한국인 학교에 진학하였다. 초등학교 5학년 때부터 서울로 상경하여 본격적으로 스케이트 선수 생활을 시작한 공상정은 서울 월촌중학교 재학 중 주니어 국가대표 선발전에서 500m와 1000m, 1500m를 싹쓸이하며 종합 우승을 차지했지만, 국적 문제로 대한민국 국가대표 선수로 선발되지 못하였다. 2011년 대한민국 법무부로부터 체육 우수 외국인 인재로 선정되어, 그 해 12월 특별 귀화 자격으로 대한민국 국적을 취득하면서, 2014년 동계 올림픽에 대한민국 쇼트트랙 국가대표 선수로 출전할 수 있게 되었다.

### 가족사항
- 아버지 : 공번기
- 어머니 : 진신리
- 언니 : 공상이
- 동생 : 공상권

## 학력
- 남부초등학교
- 봄내초등학교 (전학)
- 서울경인초등학교 (졸업)
- 월촌중학교 (졸업)
- 유봉여자고등학교 (졸업)
- 고려대학교 세종캠퍼스 국제스포츠학부 (학사)

## 활동
2014년 러시아 소치 동계올림픽 쇼트트랙 계주 국가대표이며, 2014년 2월 10일 소치 동계올림픽 여자 쇼트트랙 3000m 계주 준결승전에 김아랑을 대신하여 출전, 대한민국 여자 대표팀을 조 1위로 결승전에 진출하는 데 공헌했다. 2014년 2월 18일 소치 동계올림픽 여자 쇼트트랙 3000m 계주 결승전에서는 대기선수였으나 대한민국 여자 국가대표팀이 1위로 들어와 금메달을 목에 걸게 되었다. 귀국한 후 곧바로 참가한 동계체전에서는 500m 고등부에서 우승을 차지했다.

## 수상
- 제29회 전국 남녀 쇼트트랙 대회 금메달
- 2014년 동계 올림픽 쇼트트랙 3000m 계주 금메달
- 제95회 동계체전 쇼트트랙 고등부 여자 500m 금메달
- 2015년 주니어 쇼트트랙 세계선수권 대회 개인종합우승

## 경력

### 홍보 대사
- 2014년 날마다좋은날 행복바라미 홍보대사[5]

### 화보
- 2014년 〈마리끌레르〉4월호 화보 모델[6]
- 2014년 〈보그 코리아〉4월호 화보 모델[7]

## 특이 사항
- 대한민국 국적 취득 이전 중화민국 빙상경기 연맹이 공상정에게 중화민국 국가대표 선수 자리를 제의한 바 있으나, 공상정은 대한민국 국가대표로 출전하기 위하여 이를 거절했다고 한다.[8]
- 공상정을 제외한 가족들은 중화민국 국적을 가지고 있으나, 막내 동생이 성인이 되면 전가족이 대한민국 국적을 취득할 계획이라고 한다.[9]

## 같이 보기
- 심석희
- 김아랑
- 박승희
- 조해리
- 김지유